# Selma Blairová
Selma Blairová (nepřechýleně Blair; * 23. června 1972, Southfield, Michigan, USA) je americká herečka, která se proslavila hlavní rolí v televizním filmu Brownovo Requiem. Zlom v kariéře však nastal s rolí Zoe Bean v sitcomu Zoe, Duncan, Jack and Jane a s rolí Cecile Caldwell ve filmu Velmi nebezpečné známosti. Úspěch pokračoval s rolemi v komediích Pravá blondýnka (2001) a Prostě sexy (2002). V roce 2004 získala roli Liz Sherman ve fantasy filmu Hellboy. Roli si zopakovala ve filmu Hellboy 2: Zlatá armáda (2008).
Dále si zahrála ve filmech jako Storytelling (2001), V dobré společnosti (2004), Mlha (2005), Rovnice smrti (2007), Chuť lásky (2007), Černý kůň (2011), Kolumbovo náměstí (2012), Ordinary World (2016), Matky a dcery (2016) a Mamka a taťka (2017).
Na televizních obrazovkách se objevila v roli Kim v americkém remaku seriálu Kath & Kim (2008–2009), v roli Kate Wales v seriálu Kurz sebeovládání (2012–2014) a v roli Kris Jenner v seriálu American Crime Story (2016).
V roce 2010 získala nominaci na cenu Grammy v kategorii nejlépe namluvené album pro děti, za namluvenou audioknihu Deník Anne Frankové.

## Filmografie

### Film
| Rok  | Název                        | Role                              | Poznámky            |
| ---- | ---------------------------- | --------------------------------- | ------------------- |
| 1996 | The Broccoli Theory          | lesba u stánku s preclíky         |                     |
| 1996 | Brain Candy                  | dívka na rockovém koncertě        |                     |
| 1997 | Strong Island Boys           | Tara                              |                     |
| 1997 | Gone Again                   | Ayla                              | krátkometrážní film |
| 1997 | Na vlastní pěst              | zdrogovaná žena                   |                     |
| 1997 | Two in the Morning           | Shea                              | krátkometrážní film |
| 1997 | Svatba naruby                | sestřenice Linda                  |                     |
| 1997 | Vřískot 2                    | Cici kamarádka na telefonu (hlas) | nekreditovaná role  |
| 1998 | Brownovo Requiem             | Jane                              |                     |
| 1998 | Girl                         | Darcy                             |                     |
| 1998 | Poslední mejdan              | dívka                             |                     |
| 1998 | Debutante                    | Nan                               | krátkometrážní film |
| 1999 | Velmi nebezpečné známosti    | Cecile Caldwell                   |                     |
| 2000 | Zůstaň se mnou               | Cyrus                             |                     |
| 2001 | Tak mě zab!                  | Shawn Holloway                    |                     |
| 2001 | Storytelling                 | Vi                                |                     |
| 2001 | Pravá blondýnka              | Vivian Kensington                 |                     |
| 2002 | Highway                      | Cassie                            |                     |
| 2002 | Prostě sexy                  | Jane Burns                        |                     |
| 2003 | Mužská záležitost            | Karen                             |                     |
| 2003 | Dallas 362                   | Peg                               |                     |
| 2004 | Hellboy                      | Liz Sherman                       |                     |
| 2004 | Chlípnost nade vše           | Caprice Stickles / Ursula Udders  |                     |
| 2004 | V dobré společnosti          | Kimberly                          |                     |
| 2005 | Svádění                      | Grace Anderson                    |                     |
| 2005 | Dohoda                       | Abbey Gallagher                   |                     |
| 2005 | Mlha                         | Stevie Wayne                      |                     |
| 2005 | The Big Empty                | Alice                             | krátkometrážní film |
| 2006 | Alibi                        | Adelle                            |                     |
| 2006 | The Night of the White Pants | Beth Hagan                        |                     |
| 2006 | Hellboy: Sword of Storms     | Liz Sherman (hlas)                | video film          |
| 2007 | Hellboy: Blood and Iron      | Liz Sherman (hlas)                | video film          |
| 2007 | Purpurové květy              | Patti Petalson                    |                     |
| 2007 | Rovnice smrti                | Jean Lerner                       |                     |
| 2007 | Chuť lásky                   | Kathryn Smith                     |                     |
| 2008 | Milenec je zločinec!         | Emily Lott                        |                     |
| 2008 | The Poker House              | Sarah                             |                     |
| 2008 | Hellboy 2: Zlatá armáda      | Liz Sherman                       |                     |
| 2011 | Domácí záležitosti           | paní Delbová                      |                     |
| 2011 | Animal Love                  | Sorrel                            | krátkometrážní film |
| 2011 | The Break-In                 | Beverly                           | krátkometrážní film |
| 2011 | Černý kůň                    | Miranda                           |                     |
| 2011 | Kingdom Come                 | samu sebe                         | dokument            |
| 2012 | Kolumbovo náměstí            | Abigail Clayton                   |                     |
| 2012 | In Their Skin                | Mary                              |                     |
| 2015 | Sex, Death and Bowling       | Glenn McAllister                  |                     |
| 2016 | Eva Hesse                    | Eva Hesse (hlas)                  | dokument            |
| 2016 | Ordinary World               | Karen                             |                     |
| 2016 | Matky a dcery                | Rigby                             |                     |
| 2017 | Mamka a ťatka                | Kendall Ryan                      |                     |
| 2019 | After: Polibek               | Carol Young                       |                     |
| 2020 | After: Přiznání              | Carol Young                       |                     |

### Televize
| Rok       | Název                              | Role                   | Poznámky                                          |
| --------- | ---------------------------------- | ---------------------- | ------------------------------------------------- |
| 1995      | The Adventures of Pete & Pete      | Penelope Ghiruto       | díl: „Das Bus“                                    |
| 1996      | The Dana Carvey Show               |                        | díl: „The Szechuan Dynasty Dana Carvey Show“      |
| 1997      | Amazon High                        | Cyane                  | neprodaný televizní pilotní díl                   |
| 1997      | Komando                            | Tish August            | díl: „La Mano Negra“                              |
| 1998      | Getting Personal                   | recepční               | neprodaný televizní pilotní díl                   |
| 1998      | Promised Land                      | Carla Braver           | díl: „Designated Driver“                          |
| 1998      | Těžké časy                         | Lauren Winslow         | TV film                                           |
| 1999–2000 | Zoe, Duncan, Jack & Jane           | Zoe Bean               | 24 dílů                                           |
| 2000      | Xena                               | Cyane                  | díl: „Životní síla“                               |
| 2002      | Přátelé                            | Wendy                  | díl: „Vánoce v Tulse“                             |
| 2003      | Bláznivá cesta                     | Stacey Pierce          | TV film                                           |
| 2004      | DeMarco Affairs                    | Kate DeMarco           | neprodaný televizní pilotní díl                   |
| 2008–2009 | Kath & Kim                         | Kim                    | 17 dílů                                           |
| 2010      | Tommy's Little Girl                | právnička              | neprodaný televizní pilotní díl                   |
| 2010      | Web Therapy                        | Tammy Hines            | 3 díly                                            |
| 2011      | Portlandia                         | Frannie Walker         | díl: „Blunderbuss“                                |
| 2012–2013 | Kurz sebeovládání                  | Dr. Kate Wales         | 43 dílů                                           |
| 2012      | Terapie online                     | Tammy Hines            | 2 díly                                            |
| 2012      | Slideshow of Wieners: A Love Story | Becca                  |                                                   |
| 2012      | The Woman for Mitt Romney          | Caroline               |                                                   |
| 2013      | Out There                          | Destiny / Larry (hlas) | 2 díly                                            |
| 2013      | Comedy Bang! Bang!                 | samu sebe              | díl: „Andy Samberg Wears a Plaid Shirt & Glasses“ |
| 2014      | Really                             | Joanna                 | neprodaný pilotní díl                             |
| 2016      | American Crime Story               | Kris Jenner            | 3 díly                                            |
| 2016      | Bookaboo                           | samu sebe              |                                                   |
| 2018      | Ztraceni ve vesmíru                | Jessica Harris         | díly: „Zamoření“ a „Ozvěny“                       |
| 2018      | Heathers                           | Jade Duke              | 4 díly                                            |
| 2019      | Jiný život                         | Harper Glass           | hlavní role, 9 dílů                               |

### Divadlo
| Rok  | Název                                 | Role       | Poznámky     |
| ---- | ------------------------------------- | ---------- | ------------ |
| 1990 | The Little Theatre of The Green Goose | Různé role |              |
| 2009 | Gruesome Playground Injuries          | Kayleen    | Alley Thetre |

### Hudební videa
| Rok  | Název                | Umělec          | Poznámky |
| ---- | -------------------- | --------------- | -------- |
| 1998 | „Charmed“            | My Friend Steve |          |
| 1999 | „Every You Every Me“ | Placebo         |          |
| 2010 | „Full of Regret“     | Danko Jones     |          |

### Videohry
| Rok  | Název                        | Role               | Poznámky |
| ---- | ---------------------------- | ------------------ | -------- |
| 2008 | Hellboy: The Science of Evil | Liz Sherman (hlas) |          |